# Pták Ohnivák a liška Ryška

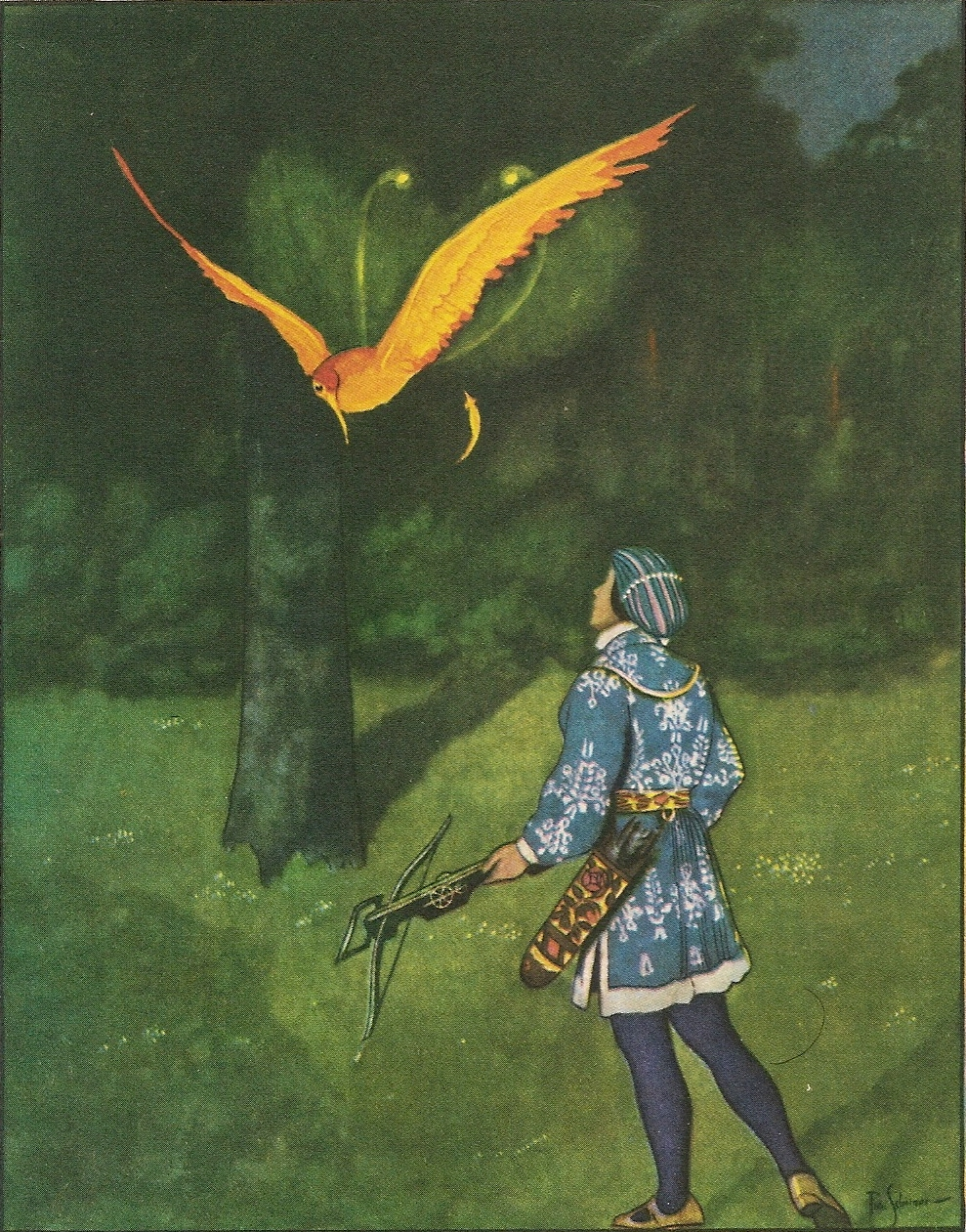
Princ a pták Ohnivák (Artuš Scheiner)

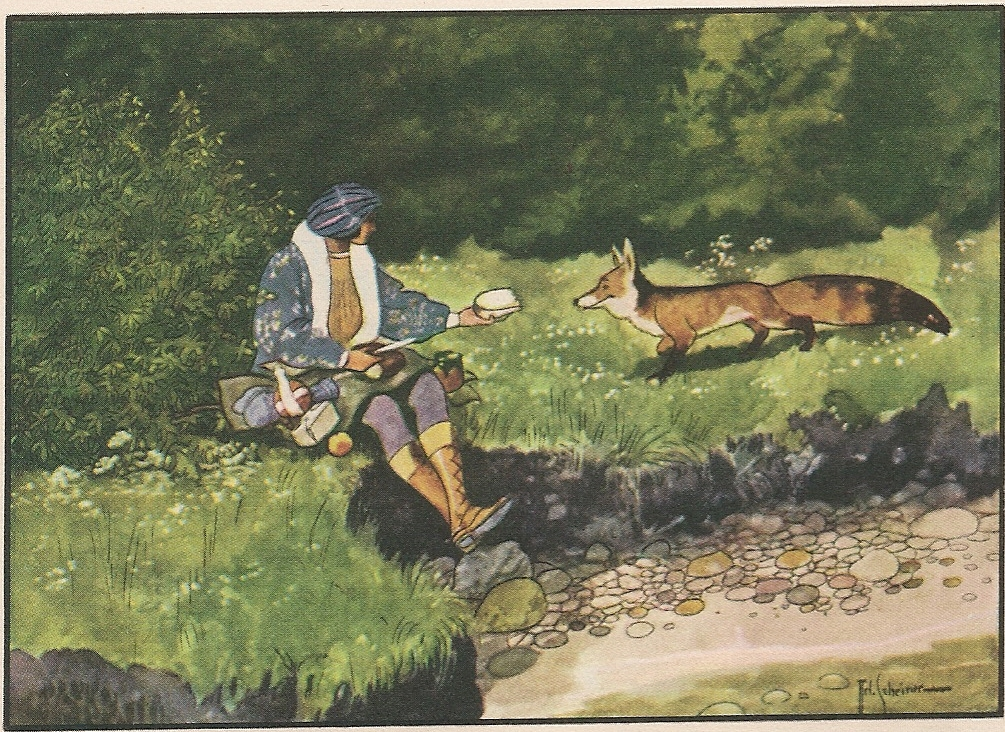
Princ a liška Ryška (Artuš Scheiner)

Pták Ohnivák a liška Ryška je pohádka českého spisovatele Karla Jaromíra Erbena.

## Filmové zpracování
- Pták Ohnivák (film) – česká filmová pohádka režiséra Václava Vorlíčka z roku 1997.

## Zpracování pohádkou pouze inspirovaná
- Pták Ohnivák (balet) – balet ruského hudebního skladatele Igora Stravinského.